# Kettusaari (ö i Lappland, Östra Lappland, lat 66,06, long 28,22)
Kettusaari är en ö i Finland.   Den ligger i kommunen Posio  i den ekonomiska regionen  Östra Lapplands ekonomiska region  och landskapet Lappland, i den norra delen av landet, 700 km norr om huvudstaden Helsingfors.